# Вількасуаман

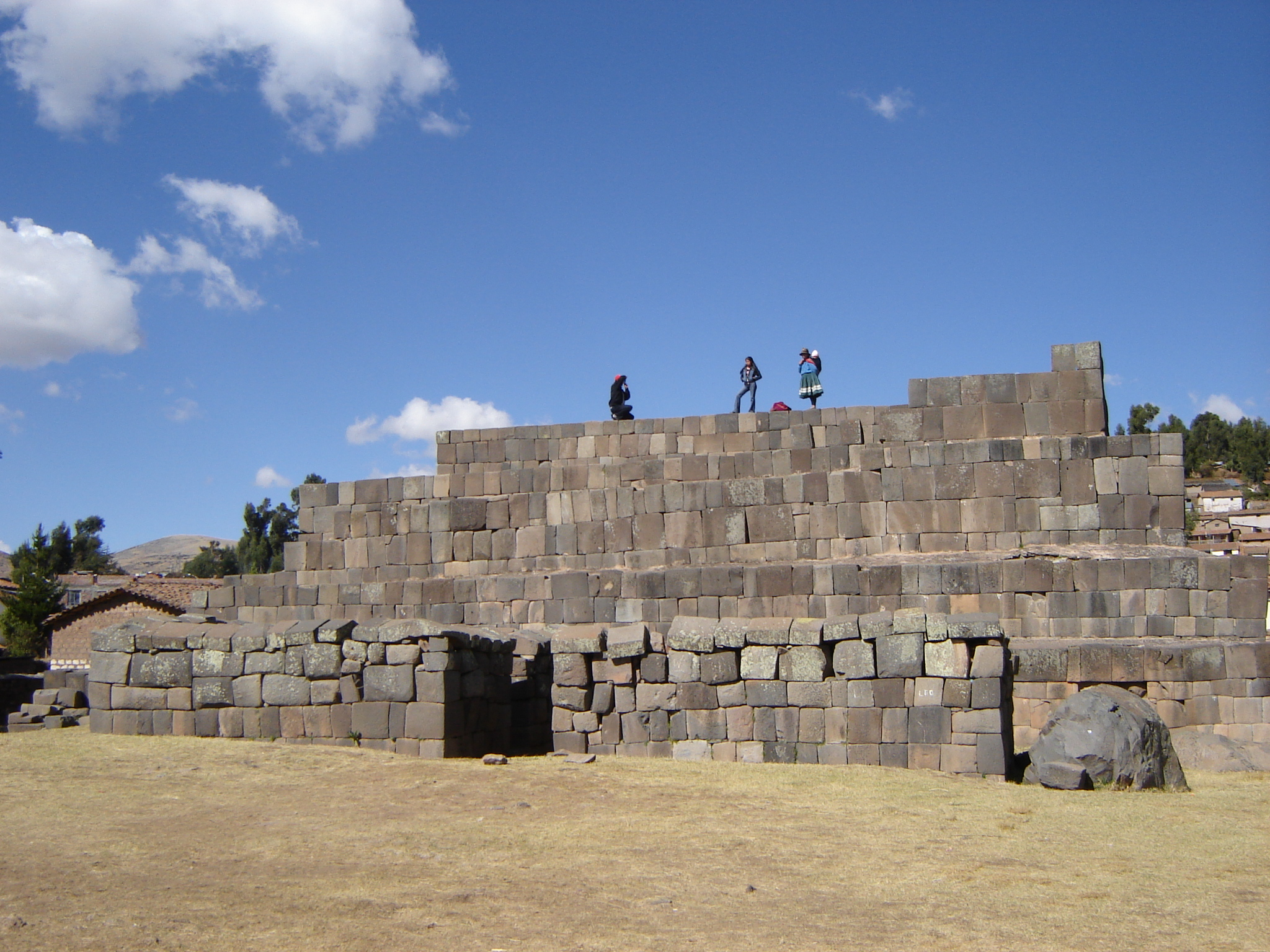
Вількасуаман

Вількасуаман (Willkawaman) — адміністративний та релігійний центр часів імперії інків Тауантінсую. Назва перекладається як «Священний сокіл», яке місто отримало за форму свого планування.

## Географія
Місто розташовано на висоті 3490 м, на плато, мис якого височіє над ущелиною, де протікає річка Вісчонго, за декілька миль від місця її впадіння в більш повноводну річку Пампас. Місцевість вище — горбиста, безлісна пуна. Навколо міста розташовані родючі долини. Руїни Вількасуамана розташовані на відстані 118 км від м. Аякучо (провінція Кангалло регіону Аякучо).

## Історія
Було зведено за часів імператора (Сапа Інки) Пачакутека після підкорення держав Чанка й Покра. Доволі швидко перетворилося на важливий центр імперії, де відбувалися значні релігійні церемонії. Тут зберігалася частина скарбів Сапа Інки. Зведено у формі сокола з численними класичними будівлями, з яких найвідомішими — Храми Сонця, Місяця, Ушну. Також інки створили значну кількість терас, де вирощувалися сільськогосподарські культури. Доволі швидко чисельність населення зросла до 40 тис. осіб.
Через місто проходила стратегічна імператорська дорога з Куско до Кіту.
У часи боротьби за владу Атауальпи з Уаскаром спочатку підтримувало останнього, але після поразки Уаскара підкорилося Атауальпі. Надалі Вількасуаман став військовою базою військ останнього незалежного Сапа Інки. У 1533 році інкські вояки у Вількасуамані намагалися чинити спротив загонам на чолі з Ернандо де Сото, але зазнали поразки.

## Сьогодення
Залишилося багато напівзасипаних терас і палацових стін, що залишилися з часів інків. Один проліт покладеної рядками кам'яної кладки йде уздовж нижньої частини фасаду сільській церкві. На околиці селища знаходиться кам'яна ступінчаста піраміда, єдине вціліле спорудження інків такого роду. Вона була або храмом Сонця, або піднесенням, на якому сидів Сапа Інка.
Нині тут живе плем'я морочуко, про яких кажуть, що вони є нащадками самих конкістадорів. У наші дні можна побачити, як вони роз'їжджають верхи на своїх міцних низькорослих конях по зеленим степах, і щороку їх мистецтво верхової їзди є головним видовищем на ярмарках, що проходять під час Святого тижні в Аякучо. До селищ не веде автомобільна дорога: останні кілька миль турист повинен пройти пішки після того, як півдня до цього ще їхав на машині з Аякучо.